# Листи до М. 2
«Листи до М. 2» (пол. Listy do M. 2) — польська романтична кінокомедія, 2015 року випуску. Фільм є продовженням фільму Міті Окорна «Листи до М.» 2011 року.

## Сюжет
Фільм є продовженням історії головних героїв першої частини фільму. На Різдво члени п’яти родин переживають складні ситуації, які поступово, різними способами вирішуються. Кохання Доріс та Миколая розквітає, але він не може зважитися на пропозицію. Щоб врятувати ситуацію, Костек вигадує план з обручкою. Карина стає письменницею, а Степан — таксистом, але їхній шлюб не витримує випробування часом. Після розлучення їхні дороги продовжують перетинатися, і їхня донька зустрічає нового хлопця.
Малґожата та Войтек змогли усиновити Тосю, але перед Різдвом у Малґожати з’являються проблеми зі здоров’ям. Стосунки Бетті й Мельхіора тривають недовго, але жінка зустрічає бізнесмена Кароля, який нібито більше підходить для її сина. В Агенції святого Миколая, як завжди, напередодні різдвяних свят  клопоти. 

## В ролях
| Актор                    | Роль                                         |
| ------------------------ | -------------------------------------------- |
| Мацей Штур               | Миколай Конечний                             |
| Рома Гонсьоровська       | Доріс                                        |
| Томаш Каролак            | Мельхіор «Мел Ґібсон», батько Казіка         |
| Агнешка Дигант           | Каріна Лісецька, дружина Степана             |
| Пйотр Адамчик            | Степан Лісецький, чоловік Каріни             |
| Агнешка Вагнер           | Малґожата, дружина Войцеха                   |
| Войцех Малайкат          | Войцех, чоловік Малґожати                    |
| Павел Малашинський       | Владі, менеджер агенції святого Миколая      |
| Марчін Стек              | Томек, хлопець Владі                         |
| Катажина Зелінська       | Бетті, сестра Малґожати, мати Казіка         |
| Катажина Буякевич        | Ларва, подруга Доріс                         |
| Якуб Янкевич             | Костек Конечний, син Миколая                 |
| Аріана Купчинські        | Вікторія, дівчина Костека                    |
| Юлія Врублєвська         | Тося, прийомна донька Малґожати та Войцеха   |
| Анна Матисяк             | Майка Лісецька, донька Каріни і Степана      |
| Мацей Закосельни         | музикант Редо                                |
| Ян Сончек                | Антось                                       |
| Малгожата Кожуховська    | мати Антоша                                  |
| Ян Чецяра                | Куба, старший брат Антоша                    |
| Марчін Перчуч            | Кароль, партнерка Бетті                      |
| Магдалена Лампарська     | Магда, співробітниця агенції святого Миколая |
| Нікодем Розбіцький       | Себастьян, хлопець Майки                     |
| Марта Жмуда-Тшебятовська | Моніка, дівчина Редо                         |
| Матеуш Вінек             | Казік, син Бетті та Мельхіора                |
| Вальдемар Блащик         | батько Антося                                |
| Катажина Хшановська      | мати Магди                                   |
| Славомир Голланд         | батько Магди                                 |
| Малгожата Пєчинська      | мати Моніки                                  |
| Кшиштоф Стельмашик       | батько Моніки                                |
| Пьотр Гловацький         | перехожий                                    |